# Chlebnikovcodex

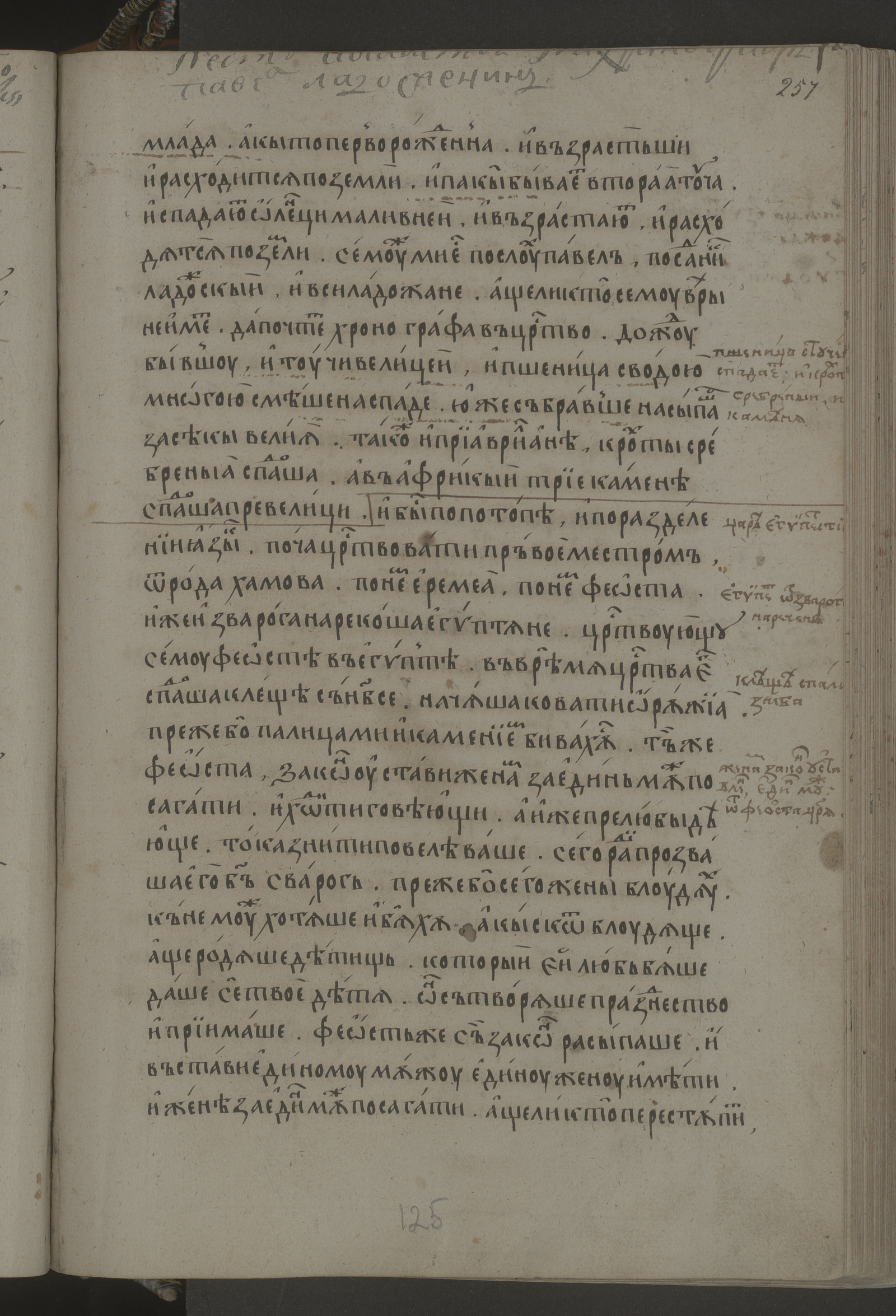
Chlebnikovcodex pagina 257, waar sub anno 6622 (1114) de Slavische heidense goden Svarog en Dazjbog worden genoemd

De Chlebnikovcodex (Oekraïens: Хлєбниковський список Khljebnykovsʹkyj spysok; Russisch: Хлебниковский список Hlebnikovskij spisok) is een codex van Oudoostslavische kronieken die rond het jaar 1575 werd vervaardigd.

## Provenance en fysieke beschrijving
De Chlebnikovcodex werd onverwachts ontdekt in de zomer van 1809. Hij is vernoemd naar een van de vorige eigenaren, Pjotr Kirillovich Chlebnikov (Пётр Кириллович Хлебников), een 18e-eeuwse koopman uit Kolomna. De codex wordt momenteel bewaard in de Russische Nationale Bibliotheek met registernummer "F.IV.230".
Russisch historicus Boris Kloss (2007) concludeerde dat de gehele tekst was gekopieerd door dezelfde kopiisten. Hij identificeerde de filigrain – varianten van een wild zwijn – met type no. 3661 gedateerd op 1560 door Edmundas Laucevičius (1967), waardoor Kloss tot de conclusie kwam dat 'het grootste deel van het manuscript werd geschreven in de jaren 1560'. Tekstcriticus Aleksej Sjachmatov (1908) identificeerde de teksttaal als "zuidelijk Roes', met zeer typische lokale kenmerken". Verschillende aantekeningen op de verso van de laatste folio bevestigen de zuidwestelijke provenance; één aantekening noemt een zekere "Logothetes Vitolt Maroc uit het Moldavische land". Deze "Vitolt Maroc" (Roemeens: Vitold Mărăţeanul) werd aangemerkt als de eigenaar van de codex, maar de volgende notitie zegt dat Vitold de logothetes dit boek "stal" van "vader gouverneur van Ustia" in de stad "Krosnyk". Oekraïens historicus Oleksiy Tolochko (2007) meldde dat Vitold Maroc diende onder Constantin Movilă, hospodar (vorst) van Moldavië (r. 1607–1611), zijn broer Jeremia, Jeremia's weduwe in 1615 en Constantins weduwe Domna, die in Ustia woonde.
De Chlebnikovcodex of een nauw verwante kopie was mogelijk aanwezig of bekend in de stad Kiev in de vroege jaren 1620. Dit zou kunnen omdat marginalia in hoofdstuk vier van Palinodia (1621), die al dan niet zijn toegevoegd door de auteur Zacharias Kopystensky zelf, gewag maken van een "kroniek van Nestor". Hoewel het bekend is dat het woord нестера ("van Nestor"?) in de openingszinnen van de Chlebnikovcodex een latere interpolatie is, omdat het niet te vinden is de andere vijf hoofdmanuscripten van de Primaire Kroniek (PVL, ook wel "Nestorkroniek"), en derhalve geen bewijs voor het auteurschap van Nestor, is de Chlebnikovcodex het oudstbekende handschrift dat beweert dat een persoon genaamd "Nestor" het heeft geschreven. Daarom zou het mogelijk kunnen zijn dat de notitie in Palinodia verwijst naar Chlebnikov-kopie van de PVL of een nauw verwante kopie waar Kopystensky of een latere lezer van zijn werk bekend mee was.
Verschillende bladzijden van de originele Chlebnikovcodex zijn in de 17e eeuw verloren gegaan, terwijl enkele andere pagina's er in de verkeerde volgorde zijn ingezet. Ter herstel van de verloren bladzijden zijn er nieuwe pagina's gekopieerd vanaf een andere tekst van het type Hypatius, namelijk folio's 130, 131, 182, 224, 225, 332 en 333 (met een filigrain daterend tot 1641–1646). De nieuwe folio 182 werd onnodig gekopieerd, want het origineel was niet verloren gegaan, maar er op de verkeerde plaats terug ingestoken als folio 186. Sjachmatov ontdekte dat correcties in vermiljoene inkt op de eerste paar pagina's van de Chlebnikovcodex waren gebaseerd op een kopie van de Tver-Compilatie. Kloss analyseerde dat deze correcties niet eerder dan de jaren 1640 kunnen hebben plaatsgevonden.
Kloss observeerde voorts dat de boekbinding eind jaren 1750 moet zijn geschied, aangezien het bindpapier een filigrain uit 1756 heeft met het wapenschild van Jaroslavl en de ingevoegde bladzijden dragen het watermerk van de papierfabriek Mosolov uit de jaren 1750. Tot slot zijn er 'veel aantekeningen in zwarte inkt over het jaar 1756, deels afgesneden bij de binding. Daarom moet de binding kort na het jaar 1756 zijn gedaan.'

## Inhoud

### KopiePrimaire Kroniek
Het eerste deel van de codex bevat het Chlebnikov-manuscript (ook gespeld als Khlebnikov of Xlebnikov; afgekort als Xle, X, Х, of Kh). Het is een van de zes belangrijkste manuscripten die de tekst bewaren van de Primaire Kroniek (Nestorkroniek, PVL), die wetenschappers bestuderen voor tekstkritiek. De Chlebnikov-tekst van de PVL is nauw verwant aan de oudere Hypatiuscodex (circa 1425), waarmee het een gemeenschappelijke voorouder deelt. Maar tijdens het overleveringsproces is Chlebnikov "verontreinigd" door een kopie van het type Radziwiłł/Academisch. Gippius (2014) beschouwde de Hypatius/Chlebnikov-kopieën als vertegenwoordigers van de "zuidelijke, Kievse tak" van de PVL, in tegenstelling tot de andere vier manuscripten (Laurentiuscodex, Drievuldigheidskroniek, Radziwiłłkroniek, Academische Kroniek), die de "Vladimir-Soezdal-tak" voorstellen.

### KopieKievse Kroniek
Het tweede deel van de Chlebnikovcodex bevat een kopie van de Kievse Kroniek. De tekst eindigt met een lemma voor het jaar 6704 (1196), in tegenstelling tot de Hypatiuscodex (Ipatjev), waarin de Kievse Kroniek eindigt in het jaar 6706 (1198).

### KopieGalicisch–Wolhynische Kroniek
Het derde deel van de Chlebnikovcodex bevat een kopie van de Galicisch–Wolhynische Kroniek (GVC), waarvoor het een betrouwbaardere bron wordt geacht dan de tekstgetuige gevonden in de Hypatiuscodex. Terwijl de edities van 1843, 1908 en 1962 van de GVC gepubliceerd in de Polnoe sobranie russkikh letopisei (PSRL; "Complete Collectie van Russische Kronieken") en de editie van de Archaeografische Commissie van 1871 nog steeds hoofdzakelijk waren gebaseerd op de Hypatius-tekst, en Chlebnikov slechts gebruikte voor variantlezingen, was de Russische parafrase van A. Klevanov (1871) de eerste publicatie die de Chlebnikov-tekst als de grondslag voor het reconstrueren van de GVC hanteerde.